# Gołcza
Gołcza – wieś w Polsce położona w województwie małopolskim, w powiecie miechowskim, w gminie Gołcza.
Przez Gołczę płynie rzeka Gołczanka, która jest prawym dopływem rzeki Szreniawa. Na rzece Gołczance znajduje się starorzecze, w okolicy szkoły w Gołczy.

## Demografia

### Liczba ludności
- 1998 – 433
- 2002 – 438
- 2009 – 475
- 2011 – 473
- 2021 – 471  [4]

## Historia Gołczy
Najstarsze źródło historyczne wspomina o Gołczy w 1325 roku – wtedy istniała w tej miejscowości parafia, a jej plebanem był niejaki Jakub. Inne wzmianki notują wieś pod rozmaitymi nazwami np.: De Golecz (1398), De Golcz (1425), Golcza (1470–1480). Osada była własnością szlachecką – najpierw Jana Niemierzy z Gołczy herbu Mądrostki i Stanisława Gołeckiego, a później krewnych. Miejscowe probostwo stanowiło uposażenie kapituły św. Floriana w Krakowie. W 1779 roku wieś będąca w zastawie przeszła na fundusz Akademii Krakowskiej. Tu urodził się Jan Nepomucen Kossakowski (1755–1808), późniejszy biskup inflancki i wileński, członek Komisji Edukacji Narodowej.
Gołcza po trzecim rozbiorze Polski znalazła się w zaborze austriackim w tzw. Galicji Zachodniej. W 1809 roku Galicja Zachodnia została przyłączona do Księstwa Warszawskiego, a w 1815 po kongresie wiedeńskim Gołcza znalazła się pod zaborem rosyjskim. W 1905 roku rząd carski prowadził w Gołczy czterooddziałową szkołę podstawową o celach rusyfikacyjnych. Języka polskiego uczono dwie godziny tygodniowo i tylko w soboty. W tej sytuacji Andrzej Duda założył tajną szkołę polską, w której uczył języka polskiego, rachunków i geografii.
Po odzyskaniu niepodległości szybko rozwija się życie kulturalne. Powstają polskie szkoły, ochotnicza straż pożarna, domy ludowe. Po II wojnie światowej następuje szybki rozwój gminy. Odbudowano domy, drogi, zelektryfikowano miejscowości.
Obecnie wszystkie wioski posiadają sieć wodociągową, większość posiada sieć gazową i telekomunikacyjną, niektóre posiadają stałe łącza internetowe. Ukończono budowę sieci kanalizacyjnej w Rzeżuśni i w części Gołczy, obecnie trwają prace przygotowawcze do podłączenia kolejnych miejscowości.
Do 1954 roku siedziba gminy Rzerzuśnia. W latach 1954–1972 wieś należała i była siedzibą władz gromady Gołcza, po reformie w 1973 gminy Gołcza. W latach 1975–1998 miejscowość administracyjnie należała do województwa krakowskiego. Integralna część miejscowości: Podkrępie.

## Zabytki
Obiekt wpisany do rejestru zabytków nieruchomych województwa małopolskiego.
- Dzwonnica w granicach dawnego cmentarza kościelnego. Kościół został przeniesiony do Przesławic w gminie Miechów.

### inne zabytki
- Pozostałości zespołu kościelnego w Gołczy

## Galeria

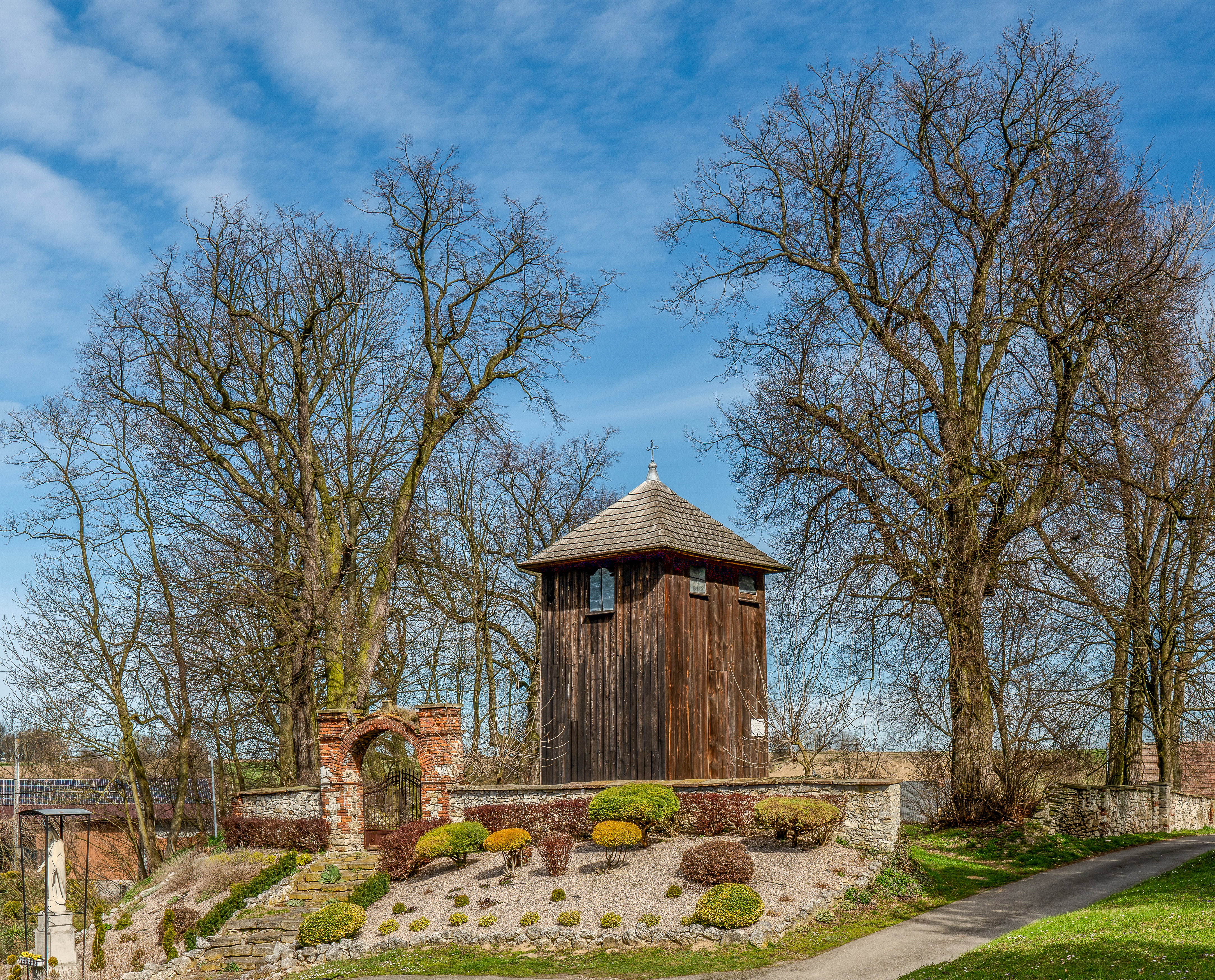
Stary plac kościelny, drewniana dzwonnica i brama
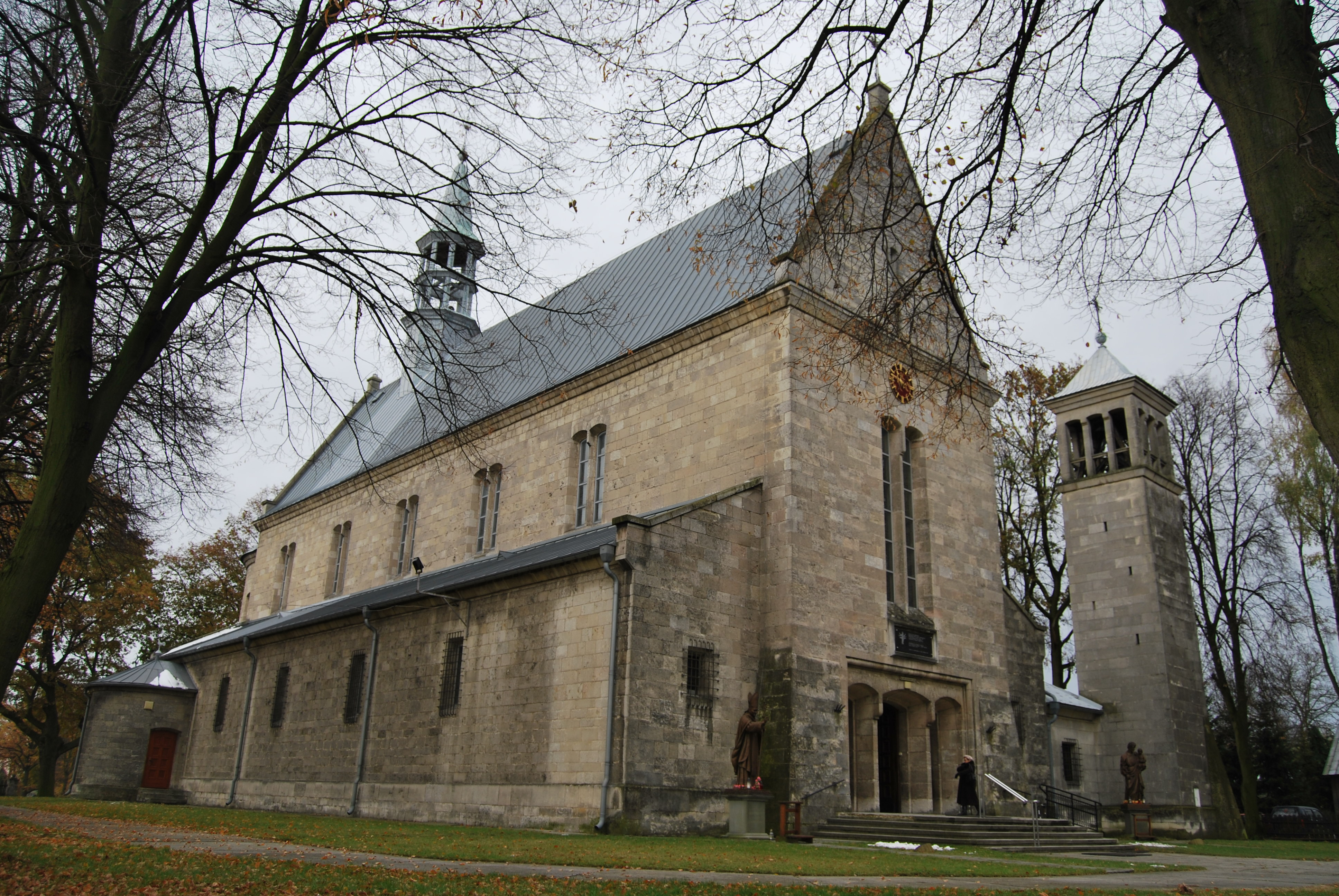
Kościół Wniebowzięcia NMP
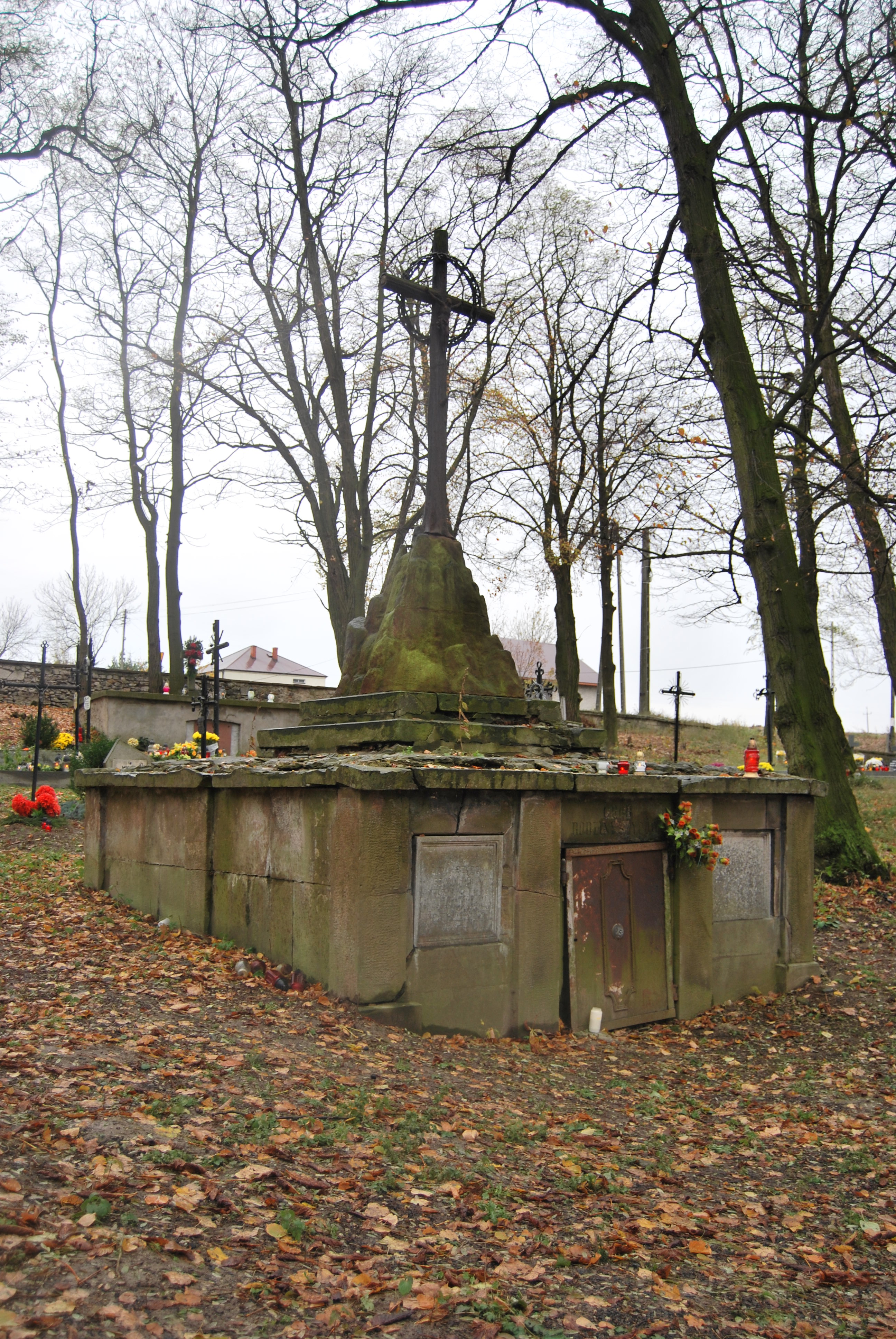
Stary cmentarz. Grób Szyców
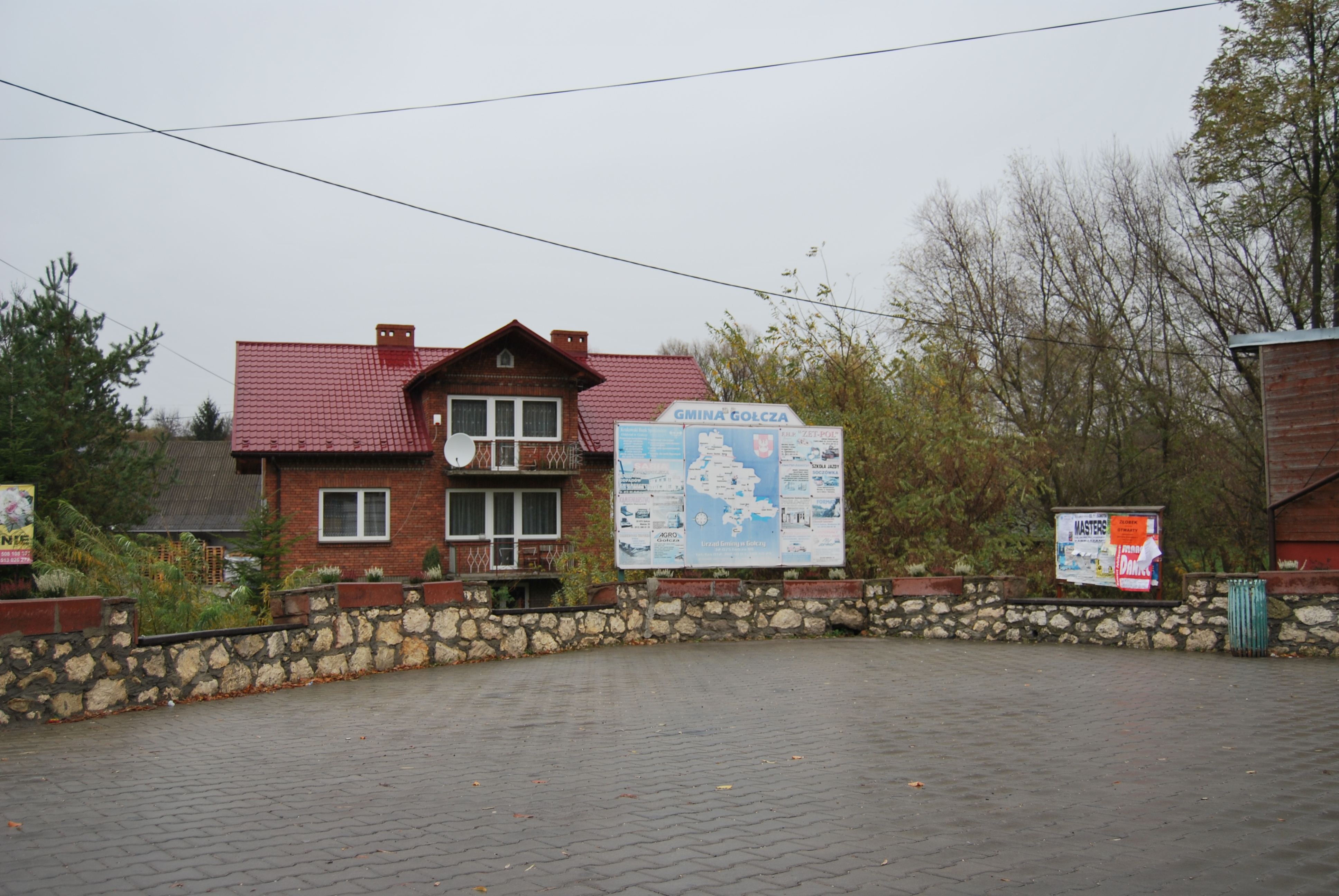
Centrum wsi
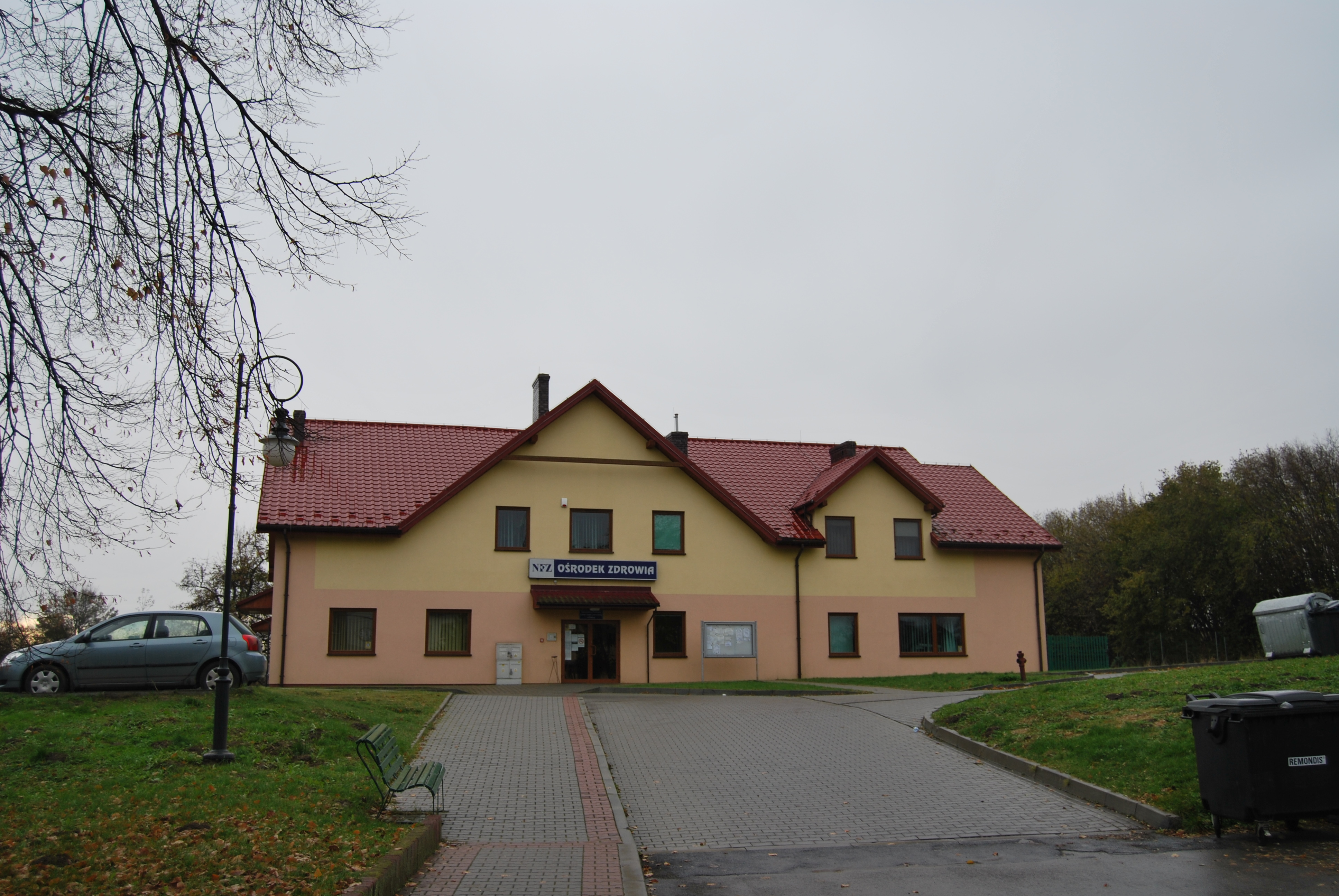
Ośrodek zdrowia